# Henri Delattre (peintre)
Pour les articles homonymes, voir Henri Delattre et Delattre.
Augustin-Henri Delattre (ou Henri de Lattre), né le 28 septembre 1801 à Saint-Omer (Pas-de-Calais) et mort le 19 juin 1876 à Paris, est un artiste peintre français.

## Biographie
Né à Saint-Omer le 6 vendémiaire de l'an X (28 septembre 1801), Augustin Henri Delattre est le fils d'Eugénie Delattre, née Lemaire, et de Louis Henri Delattre, rentier. Il est le frère aîné de l'artiste peintre et ornithologue Adolphe Delattre (1805-1854). L'une de ses sœurs épousera Armand Pierre Landrin, député de Seine-et-Oise en 1848.
Si David Karel a estimé qu'Henri Delattre était autodidacte, un contemporain du peintre a écrit au contraire qu'il travailla pendant quelque temps dans l'atelier d'Horace Vernet à Paris. Il se tourna rapidement vers la peinture animalière, genre auquel il se forma en copiant les toiles de Wouverman, Cuyp et Potter. Ses études achevées, il partit pour Philadelphie, et travailla pendant une dizaine d'années aux États-Unis et au Canada. En tant que peintre de chevaux, Delattre aurait influencé un autre artiste européen actif aux États-Unis, Édouard de Troy (1808-1874, également connu sous le nom d'Edward Troye).
En 1838, il exposa à la British Institution de Londres.
En 1843, il revint à Paris. Exposant ses œuvres au Salon depuis 1824, il remporta une médaille de 3e classe à celui de 1844. Le roi Louis-Philippe acheta plusieurs de ses toiles. La ville de Boulogne lui décerna une médaille à la suite de son exposition de 1847.
En 1848, Delattre fut attaché par le gouvernement à la Direction des beaux-arts et nommé inspecteur des musées nationaux. Rendu à la vie privée par le changement de gouvernement, Henri Delatttre voulut revoir l'Amérique, dont il ne revint qu'en 1859 après avoir résidé à Philadelphie et travaillé en plusieurs autres lieux, notamment à Québec à l'été 1850.
Habitant à la fin de sa vie au no 35 de la rue Buffon, il mourut à la maison de santé Dubois le 19 juin 1876.

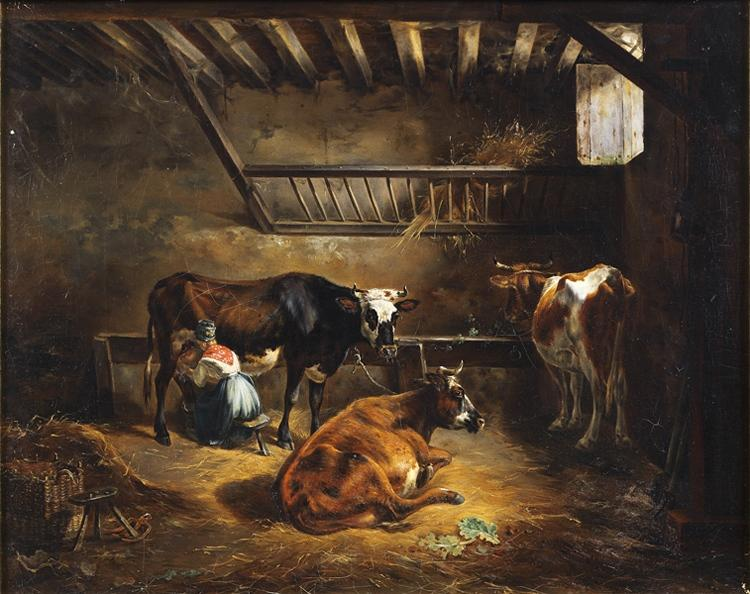
Intérieur d'étable, Salon de 1827, Cherbourg, Musée Thomas-Henry.
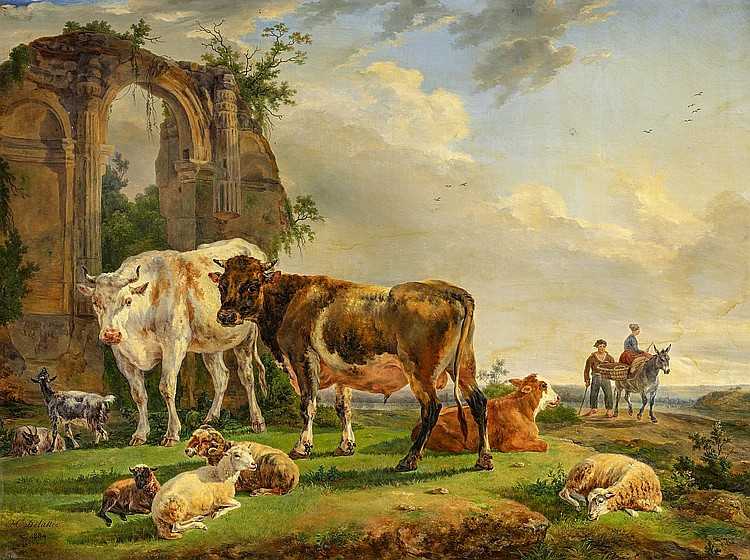
Vaches au pâturage, 1834.
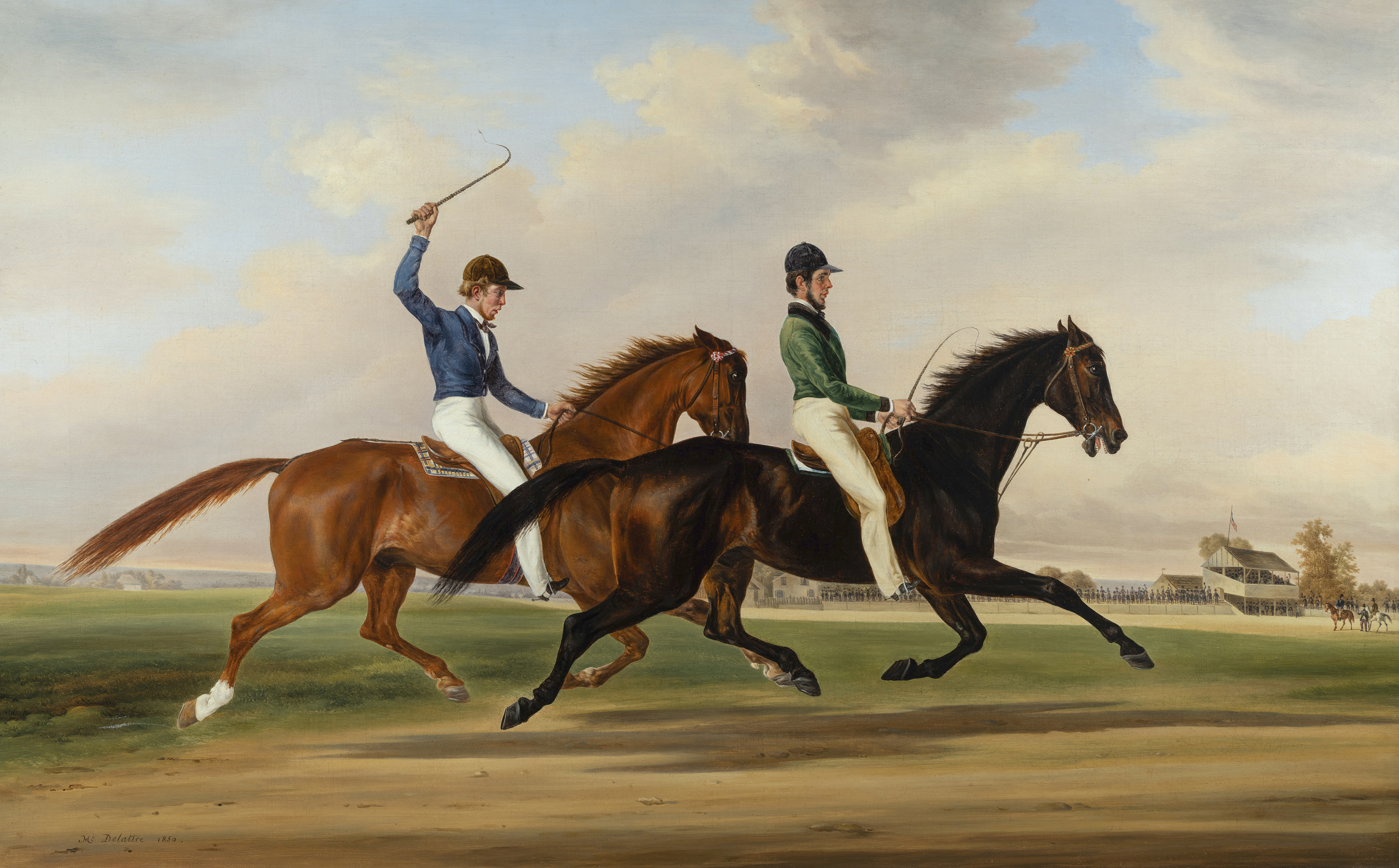
Course entre Mac et Zachary Taylor au champ de course d'Hunting Park à Philadelphie le 18 juillet 1849, 1850, Middleburg (Virginie), National Sporting Library & Museum.
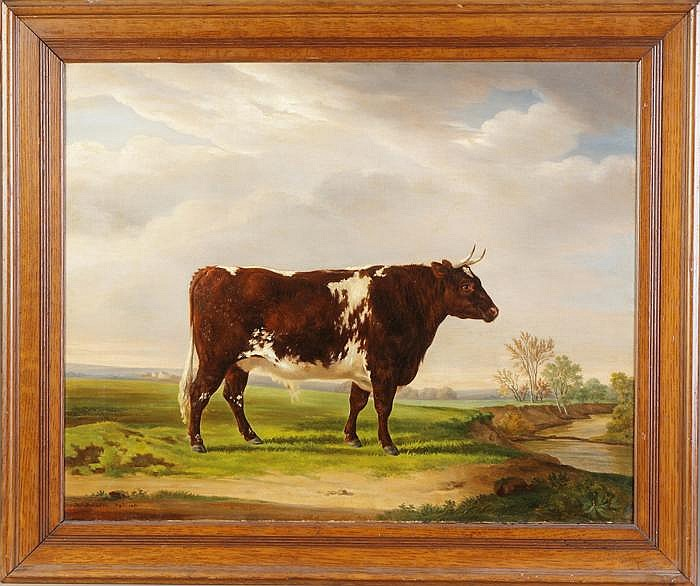
General James Wadsworth, boeuf primé, dans un paysage de la rivière Genesee, 1851.
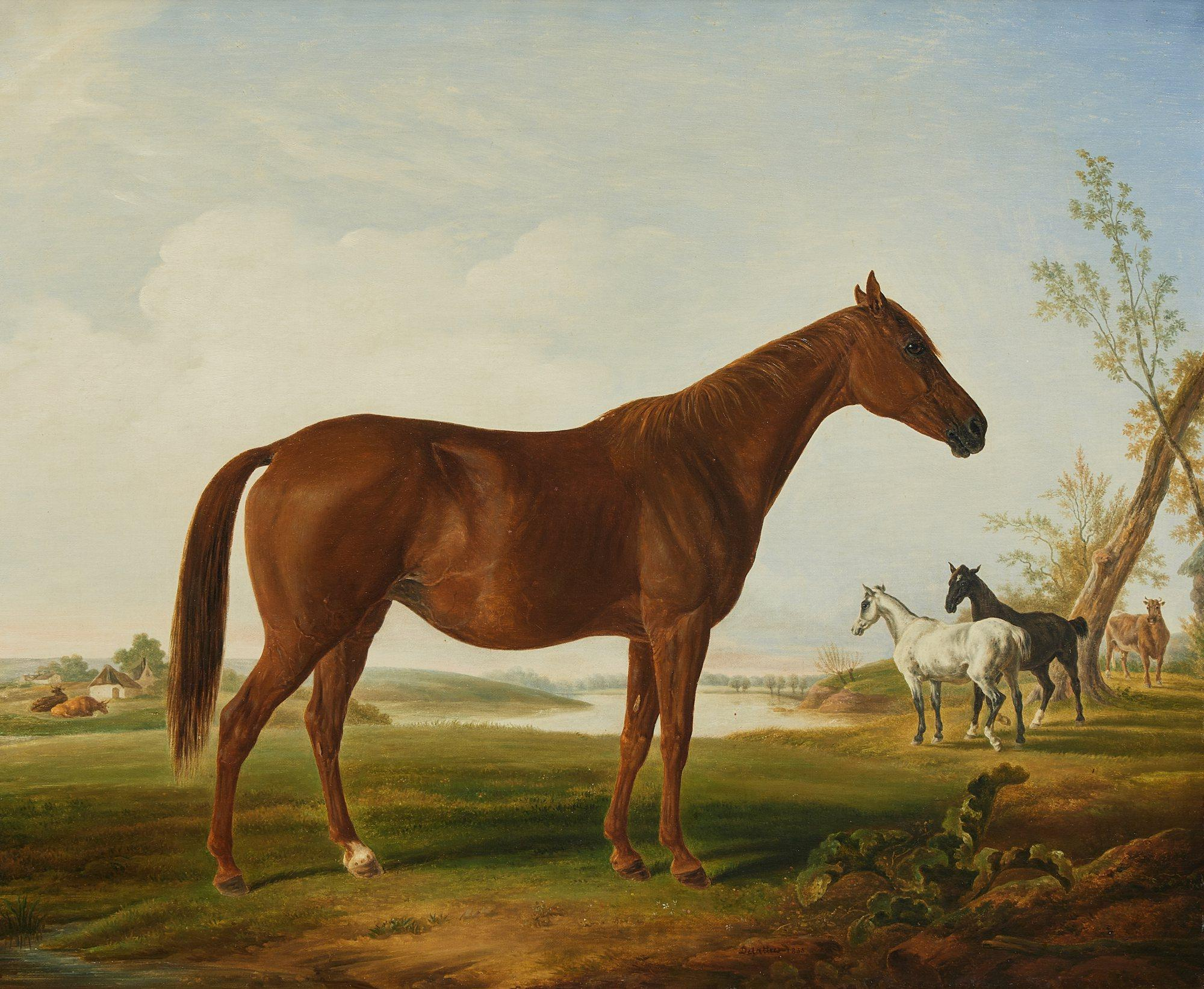
Fashion[6] dans un paysage, 1855.